# Braddock (Dakota Północna)
Braddock – miasto w Stanach Zjednoczonych, w stanie Dakota Północna, w hrabstwie Emmons.